# Bukovina u Brna
Bukovina (deutsch Groß Bukowin, auch Groß Bukowina) ist eine Gemeinde in Tschechien. Sie liegt 17 Kilometer nordöstlich des Stadtzentrums von Brno und gehört zum Okres Blansko.

## Geographie
Bukovina befindet sich rechtsseitig über der Talmulde des Baches Křtinský potok auf einer großen Waldlichtung im Drahaner Bergland. Gegen Nordosten liegt der Naturpark Rakovecké údolí, südlich der Naturpark Říčky und im Westen das Landschaftsschutzgebiet ChKO Moravský kras. Nördlich erhebt sich der Proklest (574 m), im Südwesten die Vysoká (492 m) und westlich die Horka (473 m) und Bukovince (521 m).
Nachbarorte sind Jedovnice und Kotvrdovice im Norden, Senetářov, Podomí und Ruprechtov im Nordosten, Rakovec und Bukovinka im Osten, Lhotky im Südosten, Nový Dvůr im Süden, Proseč und Březina im Südwesten, Křtiny im Westen sowie Rudice im Nordwesten.
Nördlich befindet sich die Wüstung Budkovany, nordöstlich die Wüstungen Bystřec und Vilémov und südlich die Wüstung Lhota.

## Geschichte

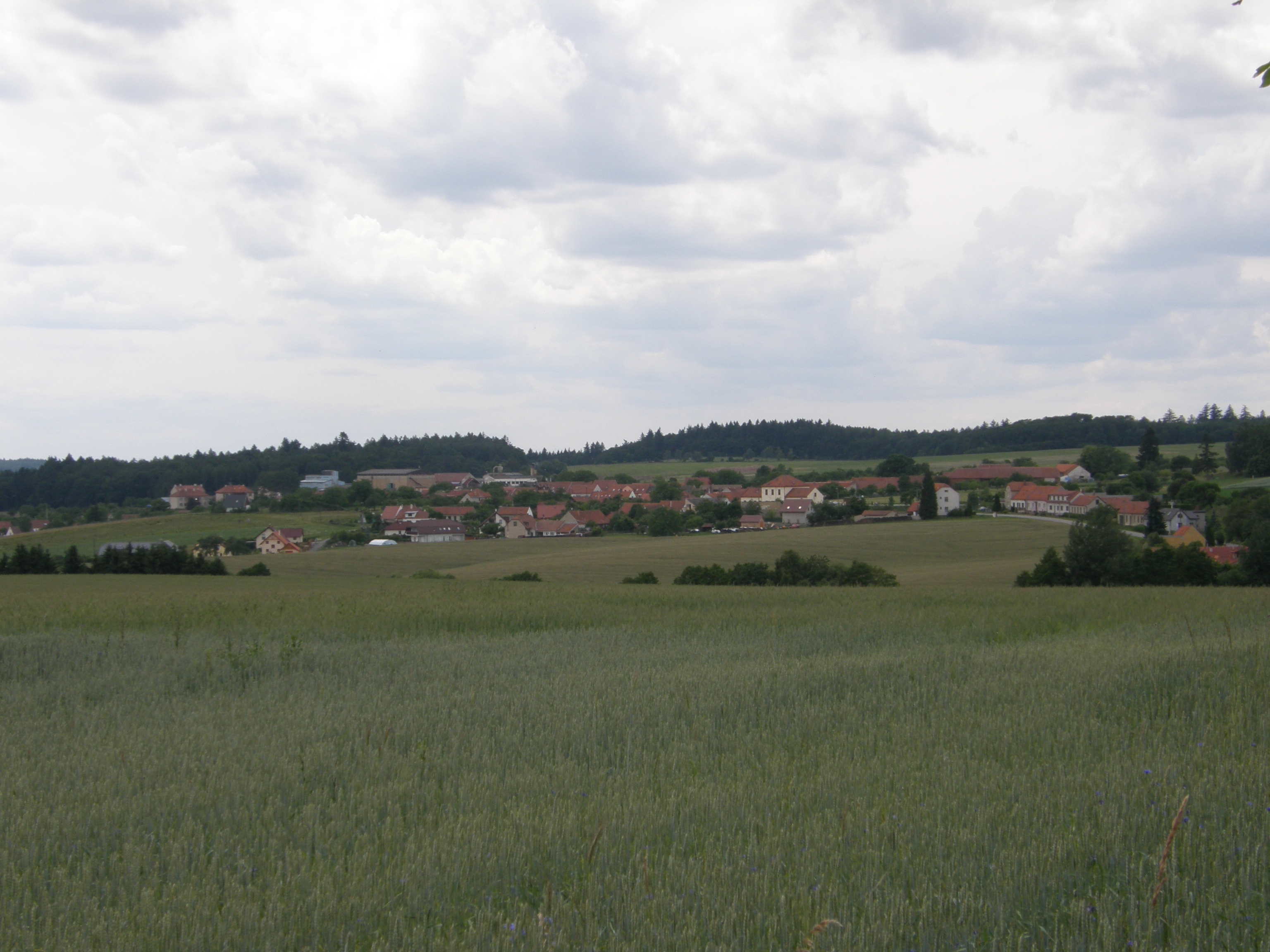
Ortsansicht

Die erste schriftliche Erwähnung des Ortes erfolgte 1283 in einer Bestätigungsurkunde der testamentarischen Verfügung Hartmann von Hohlensteins aus dem Jahre 1268, in der dieser den Hof Bukovina nach seinem Tode dem Prämonstratenserkloster Obrowitz zur freien Verwendung überließ. In den Jahren 1558, 1571, 1577 und 1584 wurde die Gegend von Pestepidemien heimgesucht. Während des Dreißigjährigen Krieges wurde Bukovina 1645 von schwedischen Truppen geplündert. Durch Verrat des Bauern Vokoun aus Olomučany eroberten die Schweden dabei die Burg Nový hrad und brannten sie nieder. 1656 lag das Dorf teilweise wüst, bewohnt waren nur 19 Häuser. Das älteste Ortssiegel stammt aus dem Jahre 1668 und trägt die Inschrift Wubec Welka Bukovina. Nach der Aufhebung des Klosters im Zuge der Josephinischen Reformen wurde Bukovina 1784 Teil der weltlichen Herrschaft Obrowitz und war dem Gut Kiritein untertänig. 1830 verkaufte die k.k. Staatsgüter-Veräußerungs-Kommission die Herrschaft Obrowitz mit allem Zubehör meistbietend für 222.000 Gulden an Franz Xaver von Dietrichstein-Proskau.
Nach der Aufhebung der Patrimonialherrschaften bildete Velká Bukovina/Groß Bukowina ab 1850 eine politische Gemeinde in der Bezirkshauptmannschaft Brünn. Seit dem Ende des 19. Jahrhunderts wird der Ortsname Bukovina verwendet. 1921 wurde Bukovina dem Okres Brno-venkov zugeordnet. Seit 1948 gehört die Gemeinde zum Okres Blansko.

## Gemeindegliederung
Für die Gemeinde Bukovina sind keine Ortsteile ausgewiesen.

## Sehenswürdigkeiten
- Kapelle der hl. Dreifaltigkeit
- Betsäule und Kreuze am Weg nach Křtiny
- Statue des hl. Wenzel
- Naturreservat Rakovec, nordöstlich des Ortes